# 이성질핵 전이
이성질핵 전이(異性質核轉移, 영어: isomeric transition)는 원자핵이 들뜬 메타-상태에 있는 (즉, 곧 베타 입자가 발생하는) 원자에서 발생하는 방사성 감쇠 과정이다. 원자핵의 잉여 에너지는 감마선을 방출하며, 원자핵을 바닥 상태로 만든다. 이 과정은 감마선 방출과 비슷하지만, 들뜬 메타-상태를 가지고 있다는 점이 다르다.
감마선은 가장 강하게 결합된 전자의 하나에 직접 에너지를 전달하며, 전자는 원자로부터 빠져나가게 되는데, 이러한 과정을 내부 전환이라고 한다.

## 같이 보기
- 이성질핵